# M'Baye Niang
M'Baye Hamady Niang zkráceně M'Baye Niang (19. prosinec 1994 Meulan-en-Yvelines, Francie) je francouzský fotbalový útočník senegalského původu. Je hráčem tureckého klubu Demirspor. V mládežnických kategoriích reprezentoval Francii, na seniorské úrovni obléká dres Senegalu.

## Přestupy
- z SM Caen do AC Milán za 3 000 000 Euro
- z AC Milán do Watford FC za 750 000 Euro (hostování)
- z AC Milán do Turín FC za 2 000 000 Euro (hostování)
- z AC Milán do Turín FC za 12 000 000 Euro
- z Turín FC do FC Stade Rennes za 15 000 000 Euro

## Klubová kariéra
Fotbal začal hrát ve věku 7 let, když byl vybrán místním týmem Basse-Seine Les Mureaux. Po dvou letech odešel do AS Poissy, Po čtyřech letech byl vybrán pozorovateli klubu SM Caen. Prošel mládežnickými kategoriemi a po dvou letech je vybrán k výběru do 19 let (rezervní klub hraje 4. nejvyšší soutěž). Po přesvědčivých představeních v sekci rezervy se Niang připojil k prvnímu týmu a podepsal s klubem smlouvu.
Dne 24. dubna 2011, ve věku 16 a 114 dní, debutoval v Ligue 1 proti Toulouse FC. Tímto způsobem se zaznamenává rekord v historii francouzského klubu. 7. května proti RC Lens vstřelil svůj první gól mezi profesionály a udělalo z něj udělal nejmladšího střelce v historii nejvyšší francouzské ligy po Laurent Roussey . Pomohl klubu se zachránit v lize když se trefil celkem třikrát. Svět objevil fotbalový talent .
V nové sezoně 2011/12 klub od sestupu nezachránil a po sezoně se rozhodl odejít do italského klubu AC Milán . Premiéru v novém klubu si odbyl 1. září 2012 proti Boloni. První branku vstřelil v témže roce 13. prosince proti Reggině v italském poháru. Též si zahrál i Ligu mistrů proti Barceloně.
V prosinci 2013 odchází na hostování i s opcí do Montpellier HSC . Premiéru a i vstřelenou branku má 5. ledna 2014 ve francouzském poháru. Na konci sezóny jej klub nevykoupí , a proto se vrací do AC Milán.
Další hostování je 21. ledna 2015 do Janov CFC . Zde vstřelil první branku v lize a bylo to dne 15. února, v zápase proti Veroně. Po skončení sezony se vrací do AC Milán a podepisuje novou smlouvu .
Sezonu 2015/16 odehrává za Rossoneri a vstřelí celkem osm branek. Tu první vstřelil 28. listopadu 2015 proti Sampdorii. Sezonu ukončí nehoda autem 29. února 2016 .
Dne 26. ledna 2017 se kvůli špatným vztahům s trenérem Montellou odchází na hostování s opcí do Watford FC . Klub jej na konci sezony nevykoupí a musí se vrátit do AC Milán.
Po návratu k Rossoneri odehrál provedl dva zápasy předkola pro Evropskou ligu. A pak jej v posledním dnu v srpnu klub poslal na hostování s opcí do Turín FC . Klub si jej ponechal a zaplatil dohromady 14 000 000 Euro (nejdražší hráč v historii klubu).
Dne 31. srpna 2018 klub Turín FC oznámil, že se domluvil s klubem FC Stade Rennes na hostování s opcí. Za francouzský klub vstřelil celkem 14 branek a tak si jej klub nechal a poslal 15 milionů Euro do Turína .

## Reprezentační kariéra

### Francie
Zúčastnil se kvalifikace na Mistrovství Evropy hráčů do 21 let 2013 konaného v Izraeli, kde Francie obsadila s 21 body první místo v konečné tabulce skupiny 9. Niang skóroval 2. září 2011 proti Lotyšsku (výhra 3:0). Francie se na závěrečný šampionát neprobojovala přes baráž, v níž vypadla po výsledcích 1:0 doma a 3:5 venku s Norskem.

### Senegal
První zápas za národní tým Senegalu odehrál 7. října 2017 proti Kapverdám. První branku vstřelil na MS 2018 proti Polsku. Na MS 2018 sehrál všechny tři zápasy v základní sestavě. Nakonec se umístili na 3. místě.
Ze Senegalem získal stříbrnou medaili na Africkém poháru národů.

## Statistiky
| Sezóna           | Klub             | Liga             | Liga   | Liga | Ligové poháry | Ligové poháry | Ligové poháry | Kontinentální poháry | Kontinentální poháry | Kontinentální poháry | Celkem | Celkem |
| Sezóna           | Klub             | Soutěž           | Zápasy | Góly | Soutěž        | Zápasy        | Góly          | Soutěž               | Zápasy               | Góly                 | Zápasy | Góly   |
| ---------------- | ---------------- | ---------------- | ------ | ---- | ------------- | ------------- | ------------- | -------------------- | -------------------- | -------------------- | ------ | ------ |
| 2010/11          | Caen             | Ligue 1          | 7      | 3    | FP+FLP        | 0+0           | 0             | -                    | 0                    | 0                    | 7      | 3      |
| 2011/12          | Caen             | Ligue 1          | 23     | 2    | FP+FLP        | 0+0           | 0             | -                    | 0                    | 0                    | 23     | 2      |
| Celkem za Caen   | Celkem za Caen   | Celkem za Caen   | 30     | 5    | -             | 0             | 0             | -                    | 0                    | 0                    | 30     | 5      |
| 2012/13          | Milán            | Serie A          | 20     | 0    | IP            | 2             | 1             | LM                   | 2                    | 0                    | 24     | 1      |
| 2013/14          | Milán            | Serie A          | 8      | 0    | IP            | 0             | 0             | LM                   | 1                    | 0                    | 9      | 0      |
| 2014             | Montpellier      | Ligue 1          | 19     | 4    | FP+FLP        | 3+0           | 1             | -                    | 0                    | 0                    | 22     | 5      |
| 2014/15          | Milán            | Serie A          | 5      | 0    | IP            | 0             | 0             | -                    | 0                    | 0                    | 5      | 0      |
| 2015             | Janov            | Serie A          | 14     | 5    | IP            | 0             | 0             | -                    | 0                    | 0                    | 14     | 5      |
| 2015/16          | Milán            | Serie A          | 16     | 5    | IP            | 5             | 3             | -                    | 0                    | 0                    | 21     | 8      |
| 2016/17          | Milán            | Serie A          | 18     | 3    | IP+IS         | 0+0           | 0+0           | -                    | 0                    | 0                    | 18     | 3      |
| 2017             | Watford          | Premier League   | 16     | 2    | AP+ALP        | 0+0           | 0             | -                    | 0                    | 0                    | 16     | 2      |
| 2017             | Milán            | Serie A          | 0      | 0    | IP            | 0             | 0             | EL                   | 2                    | 0                    | 2      | 0      |
| Celkem za Milán  | Celkem za Milán  | Celkem za Milán  | 67     | 8    | -             | 7             | 4             | -                    | 5                    | 0                    | 79     | 12     |
| 2017/18          | Turín            | Serie A          | 26     | 4    | IP            | 3             | 0             | -                    | 0                    | 0                    | 29     | 4      |
| 2018/19          | Rennes           | Ligue 1          | 29     | 11   | FP+FLP        | 4+2           | 2+0           | EL                   | 9                    | 1                    | 44     | 14     |
| 2019/20          | Rennes           | Ligue 1          | 26     | 10   | FP+FLP        | 5+0           | 4             | EL                   | 5                    | 1                    | 36     | 15     |
| 2020/21          | Rennes           | Ligue 1          | 9      | 1    | FP+FLP        | 0+0           | 0             | LM                   | 3                    | 0                    | 12     | 1      |
| Celkem za Rennes | Celkem za Rennes | Celkem za Rennes | 64     | 22   | -             | 11            | 6             | -                    | 17                   | 2                    | 92     | 30     |
| 2021             | Al Ahli          | Saudská liga     | 5      | 0    | -             | 0             | 0             | -                    | 0                    | 0                    | 5      | 0      |
| 2021/22          | Bordeaux         | Ligue 1          | 22     | 3    | FP            | 1             | 4             | -                    | 0                    | 0                    | 23     | 7      |
| 2022/23          | Auxerre          | Ligue 1          | 30     | 6    | FP            | 2             | 1             | -                    | 0                    | 0                    | 32     | 7      |
| 2023/24          | Demirspor        | Süper Lig        | ?      | ?    | TP            | ?             | ?             | EKL                  | ?                    | ?                    | ?      | ?      |
| Celkově          | Celkově          | Celkově          | 315    | 64   | -             | 27            | 16            | -                    | 22                   | 2                    | 364    | 82     |

## Úspěchy

### Klubové
- 1× vítěz italského Superpoháru (2016)
- 1× vítěz francouzského poháru (2018/19)

### Reprezentační
- 1× účast na MS (2018)
- 1× účast na APN (2019 - stříbro)